# Vincent Bugliosi

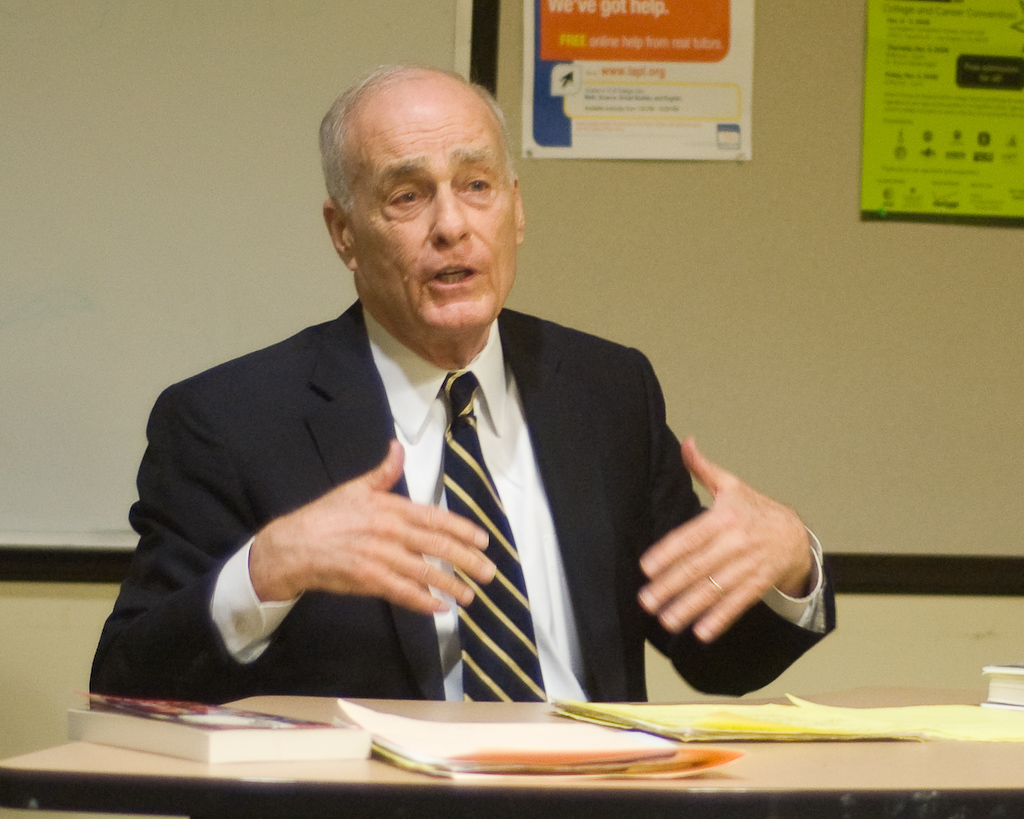
Vincent Bugliosi, 2009

Vincent Bugliosi (* 18. August 1934 in Hibbing, Minnesota; † 6. Juni 2015 in Los Angeles, Kalifornien) war ein US-amerikanischer Jurist und Bestsellerautor.

## Leben

### Jurist
Vincent Bugliosi absolvierte sein Studium an der University of Miami in Coral Gables als Jahrgangsbester. 1969 war er stellvertretender Staatsanwalt des Los Angeles County District, als der „Mansonprozess“ (um Charles Manson) begann. Bugliosi wurde hier als Chefankläger eingesetzt, was ihn national und international sehr bekannt machte. Er führte die Mordanklage gegen vier Mitglieder der Manson Family. Diese Gruppierung hatte in einer Mordserie mindestens neun Menschen ermordet. Da unter den Opfern auch die bekannte Schauspielerin Sharon Tate war und die Taten besonders grausam ausgeführt worden waren, stieß der Prozess auf erhebliches Medieninteresse.
Bugliosis Beweisführung schenkten die Geschworenen 1971 Glauben und sie verurteilten alle Angeklagten, auch den Anstifter Manson, zum Tod in der Gaskammer. 1972 erklärte der Staat Kalifornien jedoch die Todesstrafe für verfassungswidrig und alle Todesurteile wurden daraufhin in lebenslange Haftstrafen umgewandelt. Im selben Jahr kündigte Bugliosi bei der Staatsanwaltschaft und war seitdem als Verteidiger tätig.

### Autor
Sein erstes Buch Helter Skelter veröffentlichte er 1974, es wurde in zahlreiche Sprachen übersetzt und verkaufte sich ca. 10 Mio. Mal. In Deutschland veröffentlichte das Nachrichtenmagazin Der Spiegel im selben Jahr eine Kurzfassung des Buches in einer vierteiligen Serie in den Ausgaben 49 bis 52. 1976 wurde es unter dem Titel Helter Skelter – Die Nacht der langen Messer verfilmt, auch der Film wurde ein Kassenschlager. 2004 wurde sein erstes Buch erneut als Fernsehzweiteiler unter dem Titel Helter Skelter verfilmt.
Neben seinen zahlreichen juristischen Artikeln in entsprechenden Fachzeitschriften blieb Bugliosi auch weiterhin als Buchautor aktiv. Einen weiteren Erfolg erreichte er 1991 mit And the sea will tell (deutscher Titel: Wen die See verrät), das noch im selben Jahr unter dem gleichnamigen Titel verfilmt wurde. Auch in diesem Buch schilderte er einen bizarren Mordfall, bei dem er zusammen mit Leonard Weinglass die Verteidigung der mitangeklagten Stephanie Stearns (im Buch Jennifer Jenkins genannt) übernahm und ihren Freispruch erwirkte.
Im Juli 1986 drehte das englische Fernsehen einen fiktiven Prozess gegen Lee Harvey Oswald wegen des Attentats auf John F. Kennedy. Die Verhandlung basierte auf seinerzeit zugänglichen Unterlagen und Aussagen vor den verschiedenen Untersuchungsausschüssen. Es gab kein Drehbuch und keine Schauspieler, nur die tatsächlichen Zeugen sagten aus. Bugliosi übernahm die Rolle des Staatsanwalts, die von Oswalds Verteidiger Gerry Spence, ein in den USA sehr angesehener Rechtsanwalt. Eine fünfstündige Zusammenfassung der 21 Stunden langen Aufzeichnung wurde im November 1986 unter dem Titel On Trial: Lee Harvey Oswald, gesendet.
1996 beschäftigte er sich in dem Buch: Outrage: The Five Reasons Why O.J. Simpson Got Away With Murder („Empörung: Die fünf Gründe, warum der Mörder O.J. Simpson davonkam“) mit dem Freispruch O. J. Simpsons, den er missbilligte.
2007 veröffentlichte er Reclaiming History, ein mehr als 1600 Seiten starkes Buch, in dem er nachzuweisen versuchte, dass Lee Harvey Oswald beim Attentat auf John F. Kennedy als Alleintäter gehandelt habe. Im selben Jahr erschien die Kurzversion Four Days in November.
2008 kam The Prosecution of George W. Bush for Murder auf den Markt, das auch ins Deutsche übersetzt wurde.

## Verfilmungen
- Helter Skelter – Die Nacht der langen Messer (1976, dargestellt von George DiCenzo)
- And the Sea Will Tell (Fernsehproduktion von 1991, dargestellt von Richard Crenna)
  - deutscher Titel: Nur die See kennt die Wahrheit
- Till Death Us Do Part (Fernsehproduktion von 1992, dargestellt von Arliss Howard)
- Helter Skelter (Film aus dem Jahr 2004, dargestellt von Bruno Kirby)

## Werke
- (mit Curt Gentry): Helter Skelter. The True Story of the Manson Murders. (1974).
  - Deutsche Ausgabe, mit Curt Gentry: Helter Skelter – Der Mordrausch des Charles Manson. Riva Verlag, München 2010, ISBN 978-3-86883-057-6.
- And the Sea Will Tell. W. W. Norton & Co., New York 1991, ISBN 0-393-02919-0.
  - Deutsche Ausgabe: Wen die See verrät. Bastei Lübbe, Bergisch Gladbach 1992, ISBN 3-404-13409-5.
- Outrage. W. W. Norton & Co., New York 1996, ISBN 0-393-04050-X.
- Reclaiming History. The Assassination of President John F. Kennedy. W. W. Norton & Co., New York 2007, ISBN 978-0-393-04525-3.
- Four Days in November. The Assassination of President John F. Kennedy. W. W. Norton & Co., New York 2007, ISBN 978-0-393-33215-5.
- The Prosecution of George W. Bush for Murder. Vanguard, New York 2008, ISBN 978-1-59315-481-3.
  - Deutsche Ausgabe: Anklage wegen Mordes gegen George W. Bush. dtv, München 2008, ISBN 978-3-423-24714-6.

## Auszeichnungen
Edgar Allan Poe Award
- 1975: für Helter Skelter, Kategorie: (Best Fact Crime book)
- 1979: für Till Death Us Do Part: A True Murder Mystery (mit Ken Hurwitz) (1978), Kategorie: (Best Fact Crime book)
- 2008: für Reclaiming History: The Assassination of President John F. Kennedy (2007), Kategorie: (Best Fact Crime book)